# Лексингтон (Виргиния)
Лексингтон (англ. Lexington) — независимый город (то есть не входящий в состав какого-либо округа внутри штата, что типично именно для Виргинии) в штате Виргиния (США); административный центр округа Рокбридж.

## История
В 1777 году был создан округ Рокбридж, и здесь разместились его органы власти; название «Лексингтон» было взято в честь Лексингтона в штате Массачусетс, где в 1775 году прозвучали первые выстрелы войны за независимость США.
После англо-американской войны 1812—1814 годов в Лексингтоне были размещены арсеналы с оружием для местной милиции — ополчения. В 1830-х годах Джон Томас Льюис Престон предложил создать на их основе военное учебное заведение, и в 1836 году был основан Виргинский военный институт. В годы гражданской войны в США он стал известен как «Вест-Пойнт Юга», и поэтому в 1864 году генерал северян Дэвид Хантер уничтожил его.
В XX веке Лексингтон был выделен из состава округа Рокбридж в независимый город, однако остался местом пребывания властей округа.

## География
Город полностью находится внутри границ округа Рокбридж.

## Образование

### Колледжи и университеты
- Университет Вашингтона и Ли
- Виргинский военный институт[англ.]

## Знаменитые уроженцы
- Сэм Хьюстон (1793—1863) — президент Техаса
- Сай Твомбли (1928—2011) — художник и скульптор-абстракционист
- Пэт Робертсон (р.1930) — телепроповедник
- Салли Манн (р.1951) — фотограф
- Хилари Хан (р.1979) — скрипачка, двукратная обладательница «Грэмми»